# Drăcșenei
Drăcșenei es una comuna ubicada en el distrito de Teleorman, Rumania.

## Superficie
Posee una superficie de 38,99 kilómetros cuadrados.

## Demografía
Hasta 2021 la población era de 1460 habitantes, con una densidad de población de 37,45 habitantes por kilómetro cuadrado.